# Abelardo da Hora
Abelardo Germano da Hora (São Lourenço da Mata, 31 de julho de 1924 — Recife, 23 de setembro de 2014) foi um artista plástico brasileiro. Escultor, desenhista, gravurista, pintor, ceramista, professor e poeta. Formado em Artes Plásticas pela Escola de Belas Artes do Recife e em Direito pela Faculdade de Direito de Olinda.

## Biografia
Abelardo Germano da Hora, filho de José Germano da Hora e Severina Maria Germano da Hora, nasceu aos 31 de julho de 1924 na Usina Tiúma, em São Lourenço da Mata (Pernambuco). A partir de 1928, muda-se com a família para a Usina São João da Várzea, no subúrbio do Recife.
Em 1939, Abelardo entra para a Escola de Belas Artes do Recife. No mesmo ano, ingressou no curso de escultura, desta instituição. Estudou desenho, gravura, pintura e escultura, com uma geração de grandes mestres, anteriores à dele, destacando-se com maestria e virtuosismo em todas as técnicas.

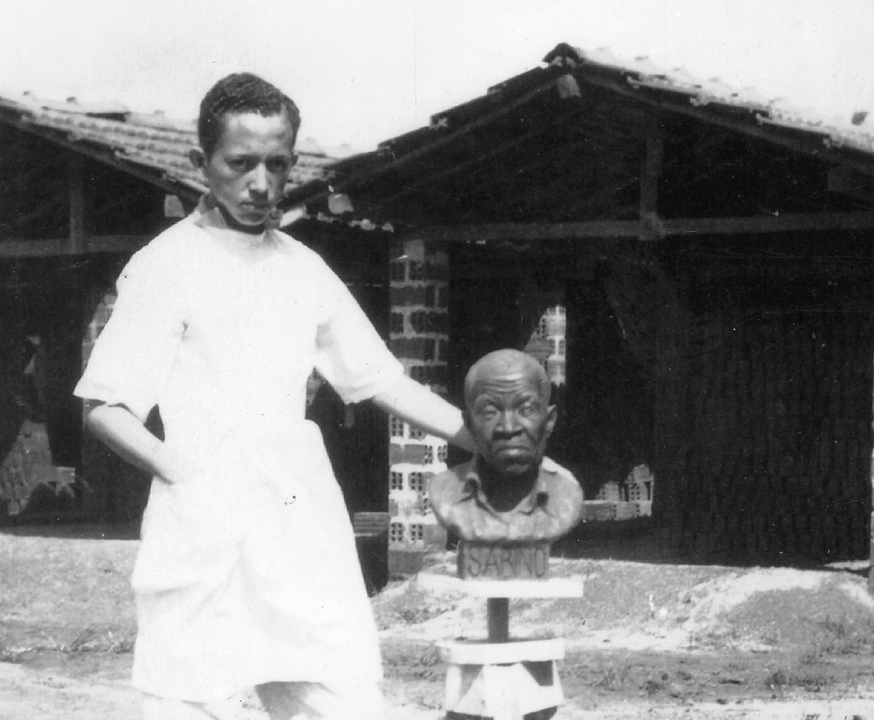
Abelardo da Hora em seu atelier no Engenho São João da Várzea, Recife, em 1944. Foto: acervo de família.

A partir de 1940, começou a integrar o Diretório Estudantil da Escola de Belas Artes e foi eleito seu presidente em 1941, onde começou a estimular os estudantes a visitarem “a vida lá fora”, liderando grupos de alunos a desenhar e pintar paisagens urbanas e rurais, bem como as matas e a vida agitada nos subúrbios do Recife.
Seu trabalho chamou a atenção do industrial Ricardo Brennand, que possuía residência na região e o contratou, trabalhando com ele no período de 1943 até 1945, realizando vários projetos ligados às temáticas regionais, fauna e flora, manifestações culturais, a vida cotidiana da usina e adjacências, além de encomendas dos clientes da indústria cerâmica, produzindo relevos tanto em barro, quanto cerâmica artística e terracota(1). Em 3 de março de 1945 participa, no Recife, do comício pela redemocratização do país e contra a ditadura Vargas. Um de seus acompanhantes foi um dos filhos do industrial Ricardo Brennand: Francisco (Brennand), que teve Abelardo como seu primeiro professor de Arte e mestre para a vida. 

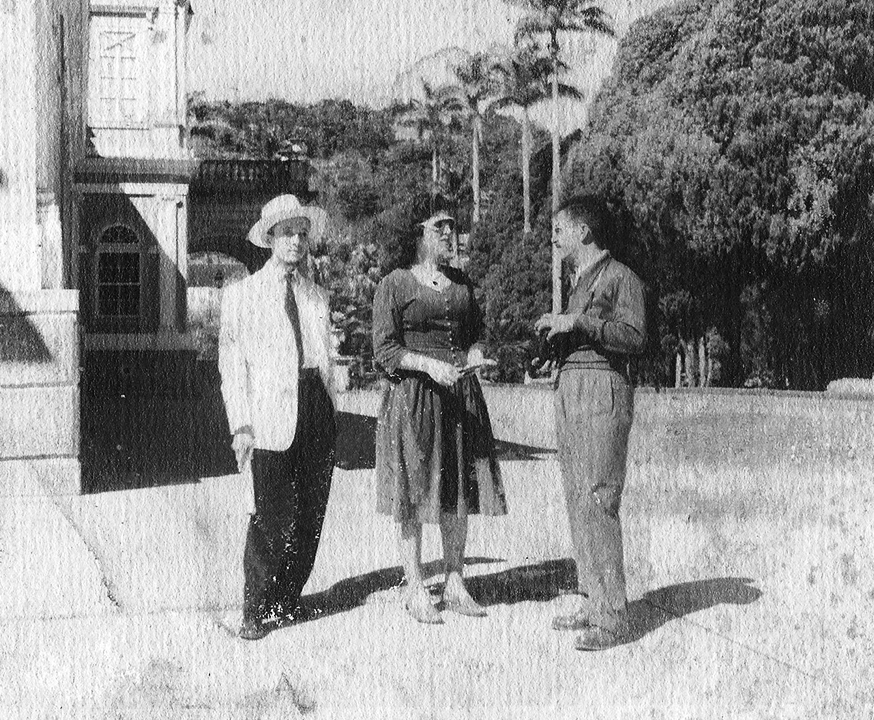
Abelardo da Hora (esq), em visita ao Museu Nacional RJ com Heloísa Alberto Torres (diretora na época) e Augusto Rodrigues; 1946. Foto: acervo de família.

Em 1945 viaja para o Rio de Janeiro e instala-se numa pensão do centro da cidade. Ali conhece os irmãos Augusto e Abelardo Rodrigues, e passa a acompanhar a atuação do Partido Comunista do Brasil (PCB) na Câmara dos Deputados da então capital federal. Faz a escultura “A Família” para participar do Salão de Belas Artes, que foi suspenso pelo presidente Dutra. Em 1946, voltou para o Recife(2). Abelardo passou o ano de 1947 preparando sua primeira exposição de esculturas, que foi realizada em abril de 1948 na Associação dos Empregados do Comércio de Pernambuco. Na vernissage da exposição, criou a Sociedade de Arte Moderna do Recife (SAMR), juntamente com o arquiteto Hélio Feijó e a artista Ladjane Bandeira, sendo presidente da SAMR por dez anos..

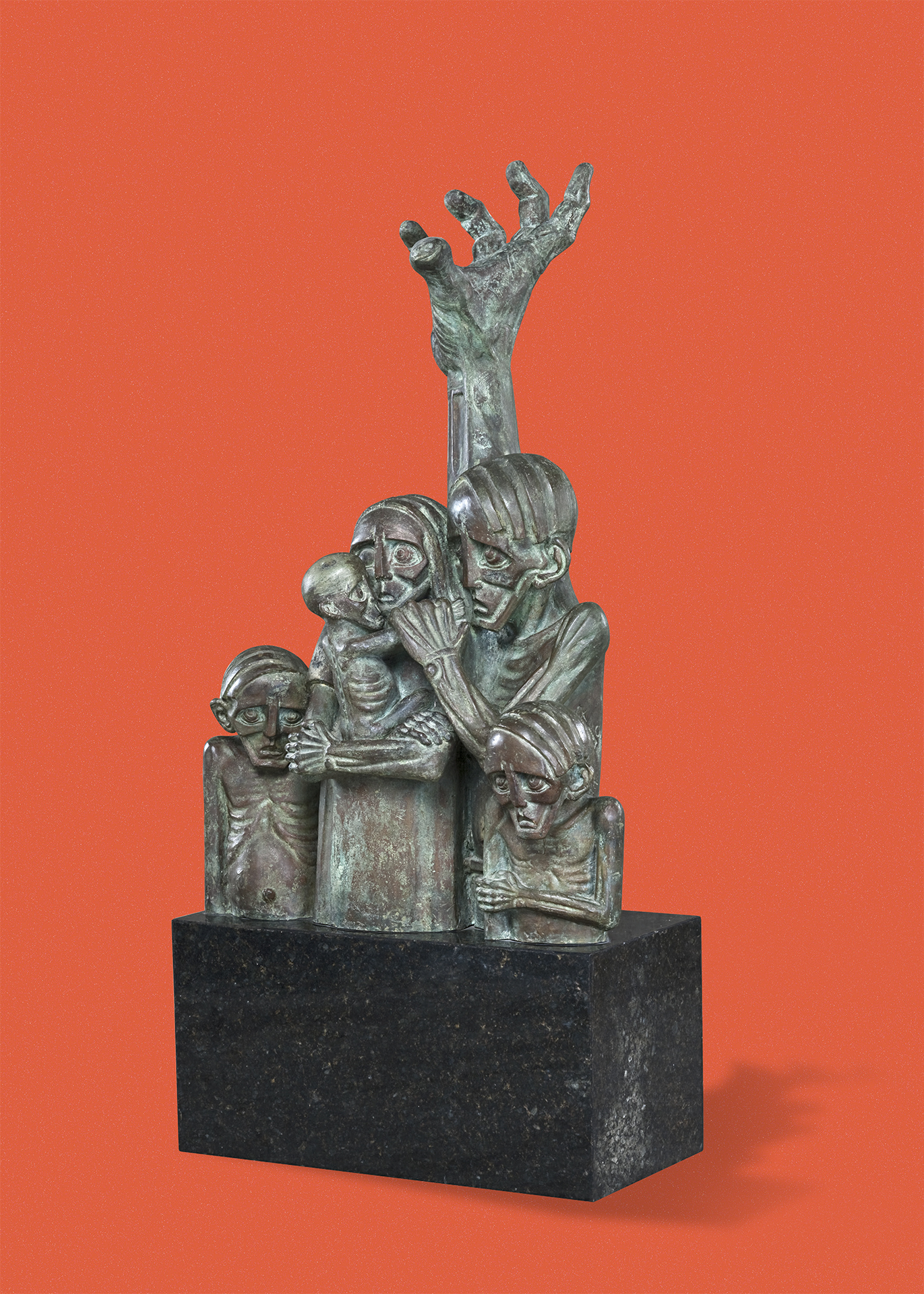
Escultura “A Fome e o Brado” (versão em bronze), 1947, participante da primeira exposição de Abelardo da Hora.

A partir dos anos 1950, Abelardo da Hora passa a ser peça-chave na movimentação cultural de Pernambuco, contribuindo decisivamente para a forma como este estado seria visto pelo país no campo das artes. Os frutos da SAMR vão gerar o Ateliê Coletivo (1952 a 1957), onde Abelardo foi seu presidente e coordenou ações em várias vertentes das artes visuais, dando aulas e formando grupos de novos artistas, e gerando intercâmbios regionais, nacionais e internacionais, especialmente com os Clubes de Gravura de outros estados(3). O Ateliê marca o rompimento com o sistema acadêmico de ensino implantado pela Escola de Belas Artes local. Trata-se de um dos primeiros movimentos de artistas organizados na capital pernambucana, responsável, entre outros, pelos 3º e 4º Salões de Arte Moderna, como continuação dos 1º e 2º Salões dos Independentes da década anterior. No Ateliê Coletivo, o objetivo central é "valorizar a arte e revigorar o caráter brasileiro de nossa criação artística", indicava o próprio Abelardo. No Ateliê, formou e trabalhou junto com outros grandes artistas, como Corbiniano Lins, Ladjane Bandeira, José Cláudio, Gilvan Samico, Wilton de Souza, Ivan Carneiro, Wellington Virgolino, Reynaldo Fonseca, entre outros. No campo político, foi um dos fundadores do Movimento de Cultura Popular, na gestão do então prefeito do Recife Miguel Arraes de Alencar, em 1960.

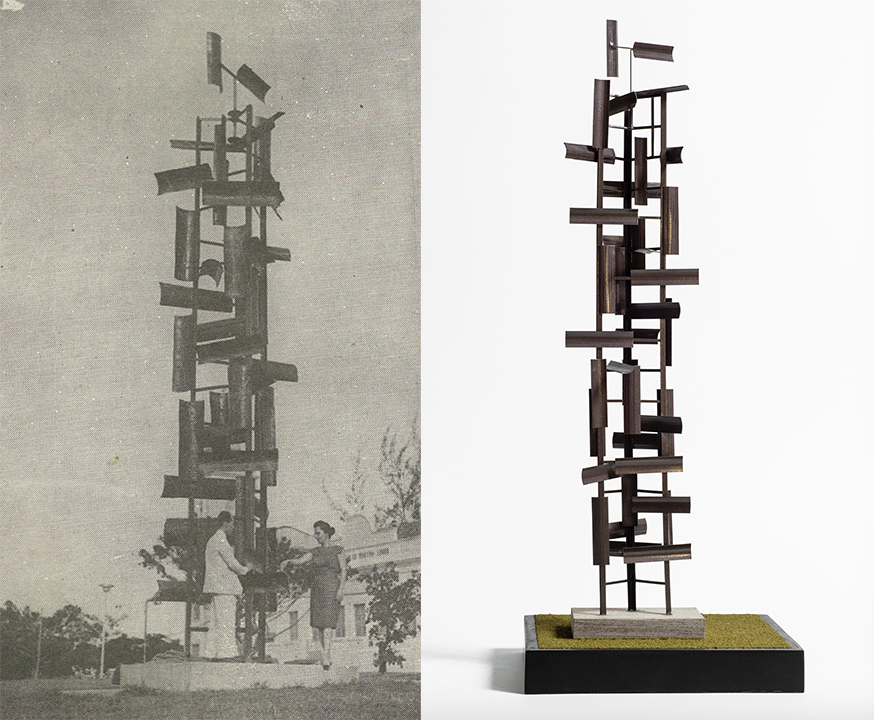
Torre Cinética, obra de arte em espaço público, criada por Abelardo da Hora em 1961, no Recife. À esquerda, imagem do Diário de Pernambuco, em foto no momento da inauguração da obra. À direita, maquete 3D em exposição no Memorial Abelardo da Hora (inaugurado em 2022).

Cria, entre os anos 1961 e 1963 a série “Meninos do Recife”, desenhos à bico de pena onde o mestre denuncia a situação de pobreza e de risco das crianças de rua da cidade, apresentando um traço e um estilo próximos ao cubismo com um viés expressionista, típicos de sua obra(4). Entre os anos 1950 e 1960, povoou a cidade do Recife com esculturas de temas populares e de formas arredondadas – típicas da tradição Nordestina e Pernambucana vindas desde Vitalino; bem como projetos de mobiliário urbano, monumentos; e fez, ainda, a primeira escultura pública de grande escala do “Espaço Dinamismo” (ou Arte Cinética) no Brasil, em 1961: a torre de iluminação, que ficava no que se chama hoje de Bairro da Torre, no Recife – tendo sido destruída pelos militares, durante o golpe.
Produz, também, trabalhos no campo do muralismo, tanto para o Recife, quanto para outras capitais do Nordeste – trabalho que também levou até o fim da vida, ao finalizar, em 2012, série de murais para as fachadas de hospitais públicos em Pernambuco(5).
Ao lado de seu trabalho como artista, teve participação de igual magnitude na política, tendo sido membro do PCB até o golpe militar de 1964 e sendo figura importante nos processos da redemocratização do país. Com o golpe, Abelardo também foi afastado de sua função como Secretário de Educação e Cultura na Prefeitura do Recife, e preso, junto com o líder do partido Gregório Bezerra. A partir disso, ele, Gregório e outros integrantes do partido (como Jorge Amado e Oscar Niemeyer) deixam o PCB, mas mantêm a militância progressista.
Sem condições de trabalhar no Recife, Abelardo muda-se para São Paulo, onde é recebido pela amiga Lina Bo Bardi e seu marido Pietro Maria Bardi, diretor do Museu de Arte de São Paulo (Masp).  Nesta cidade, lançou a coleção de desenhos “Danças Brasileiras Populares de Carnaval”, um trabalho minucioso de evocação das danças tipicamente brasileiras, de várias regiões, onde ele usou o seu desenho e seu traço inconfundíveis em nanquim, acrescentando cores em acrílica, com vernissage na Galeria Mirante das Artes. A partir de 1966, passou a trabalhar na TV Tupi, onde assinou cenários para produções do canal, com destaque para seu trabalho na novela “A Ré Misteriosa”, cujo projeto foi premiado na IV Feira Nacional da Indústria (conhecida como Fenit). Em seu retorno ao Recife, tornou-se empresário, nos anos 1970 com seu irmão Luciano, do ramo de pesca e pescados, mas continua sua atividade artística.
Também nos anos 1970, passou temporada em Paris, trabalhando, convivendo com a cena artística local e participando de exposições coletivas. Ao retornar ao Recife, volta a produzir intensamente, seja a nova série de esculturas com a temática da mulher – que levou até o fim da vida; seja trabalhos em cerâmica com motivos da fauna, da flora, e da cultura afrobrasileira, especialmente sobre as divindades do Candomblé.
Abelardo sempre teve papel decisivo no desenho da paisagem lúdica da cidade do Recife, desde os anos 1950, com o desenvolvimento de diversas esculturas de temas populares para praças públicas da cidade, dos icônicos escorregos de concreto nos parques infantis, ou com a sugestão ao poder público de colocação de esculturas em áreas construídas com mais de mil metros quadrados (aprovado pela Câmara Municipal do Recife, tornando-se lei). A partir dos anos 1980, passou a povoar prédios privados e shopping centers da cidade com suas esculturas de mulheres gigantescas em concreto.

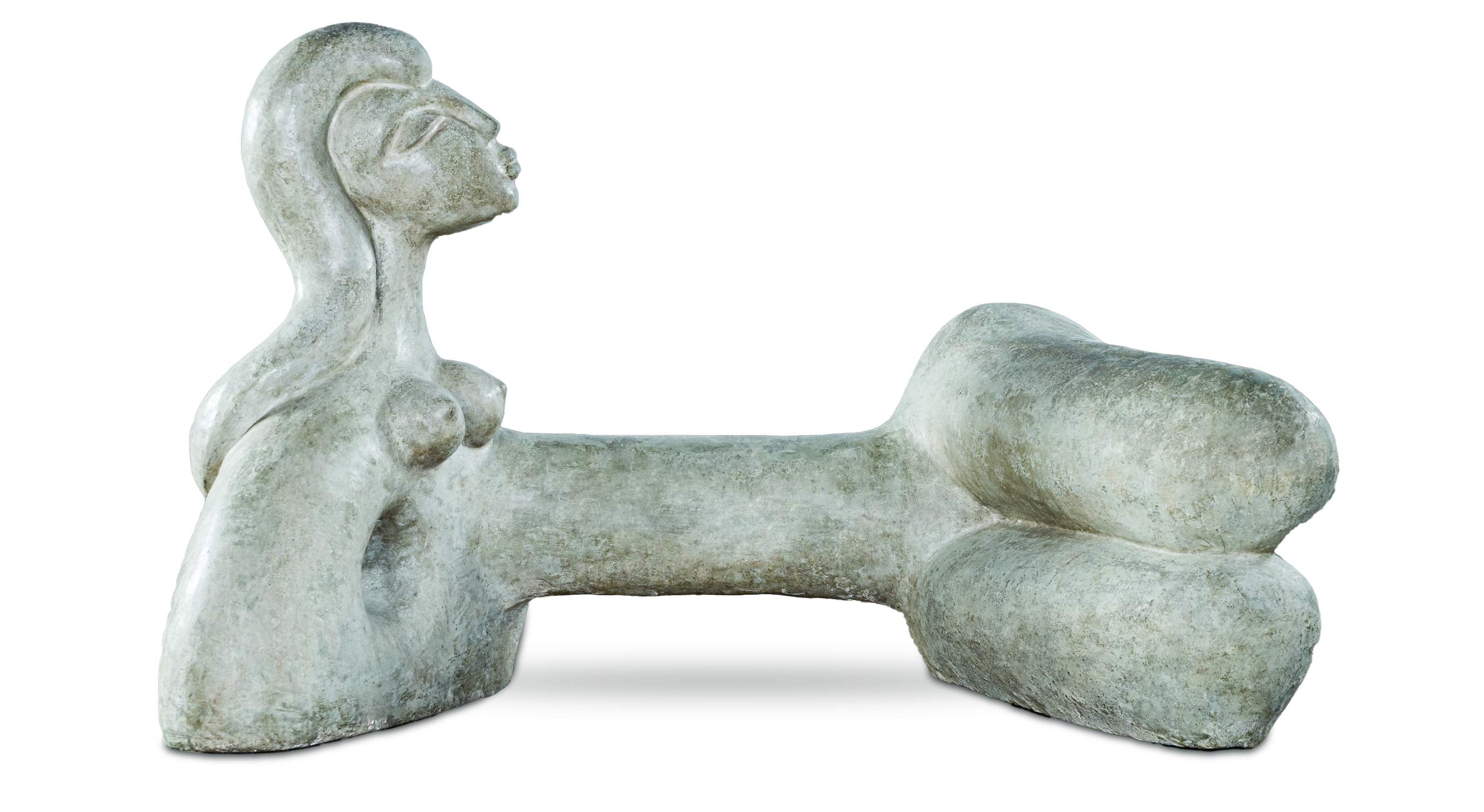
Primeira obra da série “Mulher Objeto de Repouso”. Concreto armado / polido, 1975.

Em 1975 a convite do prefeito municipal de Sousa na Paraíba, Gilberto Sarmento, fez a estátua de Frei Damião, na qual o próprio Frei Damião fez o lançamento da pedra fundamental e a missa de inauguração. Hoje é local de peregrinação de milhares de devotos.

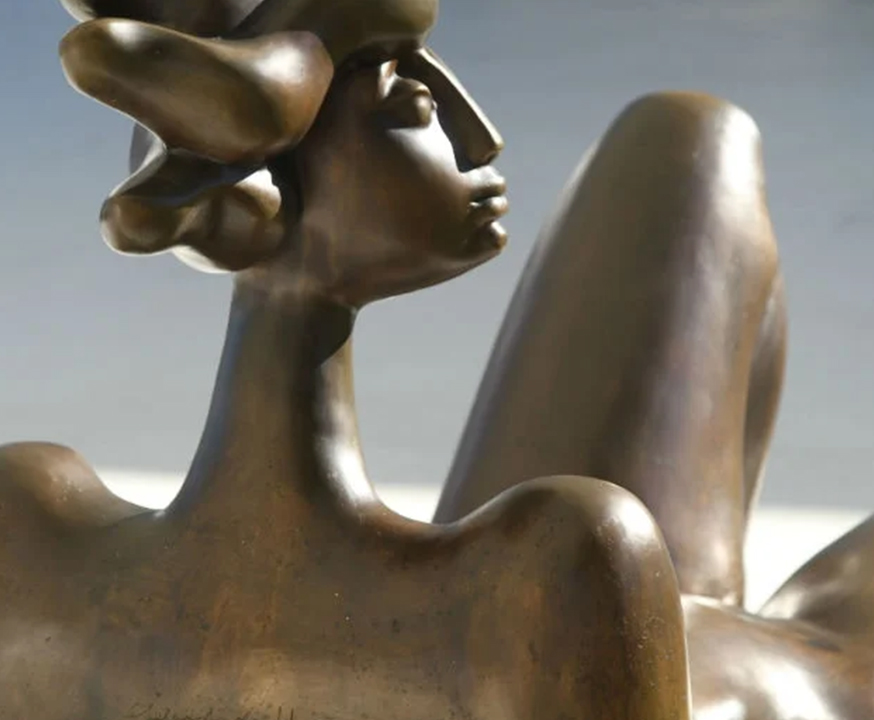
Escultura “Mulher Reclinada V”, bronze, 1998 - acervo Memorial Abelardo da Hora. Foto: JC / divulgação.

Nos anos 1980, participa de grandes exposições pelo país, incluindo cidades como São Paulo e Rio de Janeiro. Em 1983 é eleito presidente da Associação dos Artistas Plásticos de Pernambuco e nomeado membro do Conselho Municipal de Cultura, pela prefeitura do Recife. Em 1986, é criado o Espaço de Esculturas Abelardo da Hora, pertencente à prefeitura de Recife, às margens do Rio Capibaribe, um dos cartões postais da cidade. No mesmo ano, volta a expor em Paris, no Centro Internacional de Arte Contemporânea(7).
Intelectual com formação em Artes e Direito, a partir dos anos 1990 até os anos 2010 passa a ser figura constante na mídia de Pernambuco, dando opiniões sobre as questões da cidade, do estado e do país. Neste período recebe diversas homenagens e condecorações, entre elas a Medalha da Ordem do Mérito dos Guararapes, pelo então governador de Pernambuco Eduardo Campos, a Comenda da Ordem do Mérito Cultural (Grã-Cruz), pela então presidente Dilma Rousseff, e a comenda da Ordem do Rio Branco, pelo então presidente Fernando Henrique Cardoso. Inaugura, ainda em vida, a partir de 2004, o Instituto Abelardo da Hora (iAH), Oscip cultural idealizada por seu filho Abelardo da Hora Filho e seu neto Daniel da Hora (filho da terceira filha, Lêda). Com os projetos do iAH, passa a ter sua obra divulgada em várias plataformas editoriais, tanto impressas como digitais, e ganha exposições itinerantes em diversas cidades do Brasil, até depois de sua morte.
Sua obra foi sempre marcada por grande preocupação com as questões sociais, apresentando, segundo o crítico Geraldo Ferraz, “um expressionismo de contorções, de incisões, de amargo e profundo, aprofundado desenho, no cimento, no bronze ou no mármore, peculiarmente no primeiro desses materiais, que é preferido pelo artista pelo seu caráter tão duro e tão áspero, o que acrescenta sofrimento às figuras”.  Amigo de toda uma geração de outros importantes artistas, intelectuais e políticos, foi figura respeitada e um dos criadores mais celebrados do país, tendo participado, ao longo de sua carreira, em exposições individuais e coletivas em diversas capitais do Brasil, especialmente São Paulo, Rio de Janeiro, Curitiba, João Pessoa e Recife. Participou também de exposições internacionais, em vários países da Europa, incluindo França, Itália, Inglaterra, Portugal; além de Estados Unidos, Canadá, Rússia, Israel, Mongólia, Argentina, Perú, Romênia e China.
Comemorou seus 90 anos de vida, em julho de 2014, inaugurando mais um monumento, desta vez dedicado ao futebol, que fica em frente à Arena Pernambuco (estádio construído para a Copa do Mundo FIFA de 2014). Aos 23 de setembro de 2014, Abelardo da Hora, hospitalizado, morre no Recife, por complicações respiratórias.
Entre 2014 e 2015 ganha exposição retrospectiva itinerante pelo país, finalizando a mostra na cidade do Recife. Em 2022, foi inaugurado o Memorial Abelardo da Hora, em João Pessoa (PB-BRA), museu dedicado à obra deste mestre, com mais de 250 obras, entre esculturas, desenhos, pinturas, gravuras, cerâmicas e tapeçaria. Com coordenação de curadoria e expografia de Daniel da Hora, acabou se transformando no maior museu biográfico sobre um artista expressionista de todas as Américas.

## Contexto e Obra (análise)

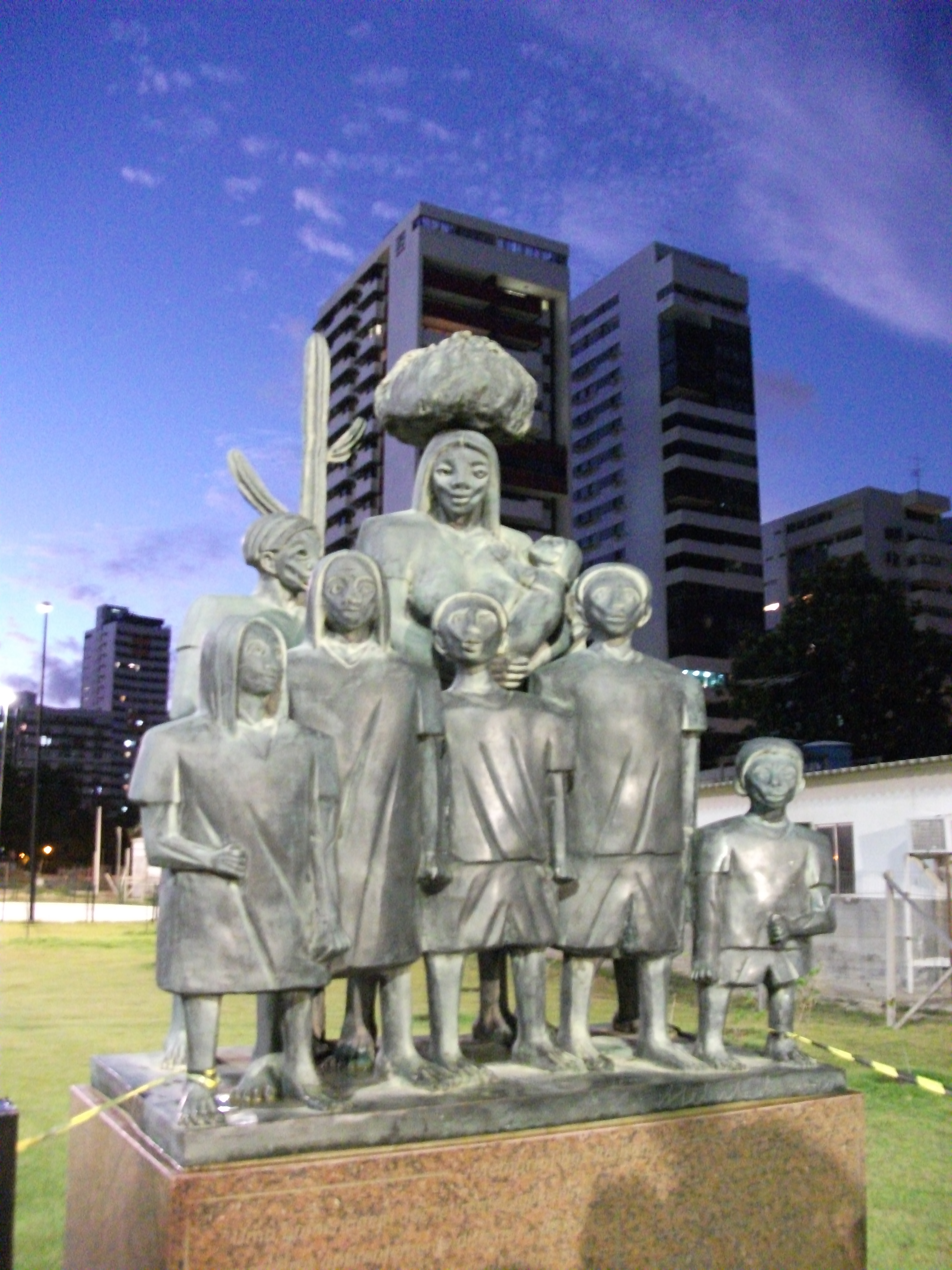
Monumento aos retirantes no Parque Dona Lindu em Recife

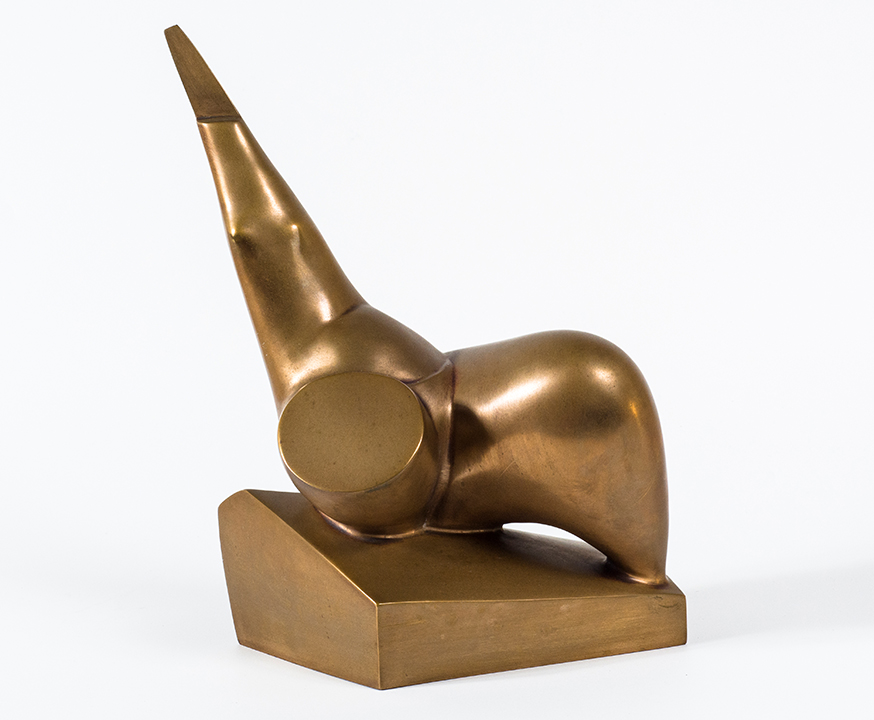
Escultura “Volúpia”, bronze, 1949. Foto: acervo iAH / Henrique Santos

A escultura, no Brasil, pode ser caracterizada a partir de dois pontos de vista: a raiz popular, vernacular, notadamente na representação de suas manifestações e tendo como exemplo o também pernambucano Mestre Vitalino (1909 – 1963); e a vertente ligada às escolas européias, desde o Barroco, a partir de Aleijadinho. Neste aspecto, talvez a maior revolução nesta arte em nosso país tenha acontecido justamente numa região que sempre foi cosmopolita e porto privilegiado no contato com a Europa – o Recife. Foi lá que, em 1948, tudo que se conhecia sobre escultura no Brasil mudou radicalmente, com a primeira exposição de Abelardo da Hora.

Ao trabalhar, desde sua formação inicial na Escola de Belas Artes, nos anos 1930, com uma temática ligada às coisas da sua terra e da sua gente, e suas condições de miséria e pobreza, usando especialmente a escultura (fato inédito na arte do Brasil), Abelardo inaugura um novo olhar sobre o que deveriam ser os temas de uma obra de arte e sobre como a escultura passará a ser vista no país – em contraponto ao que era ensinado nas academias brasileiras.

“Quando ele modela um braço de uma de suas deusas temos a sensação única de ser distinguido com o privilégio de assistir ao nascimento de Vênus, de Ceres, da beleza e da fecundidade, na hora em que Deus criou a carne”, escreveu o pintor e discípulo José Cláudio.

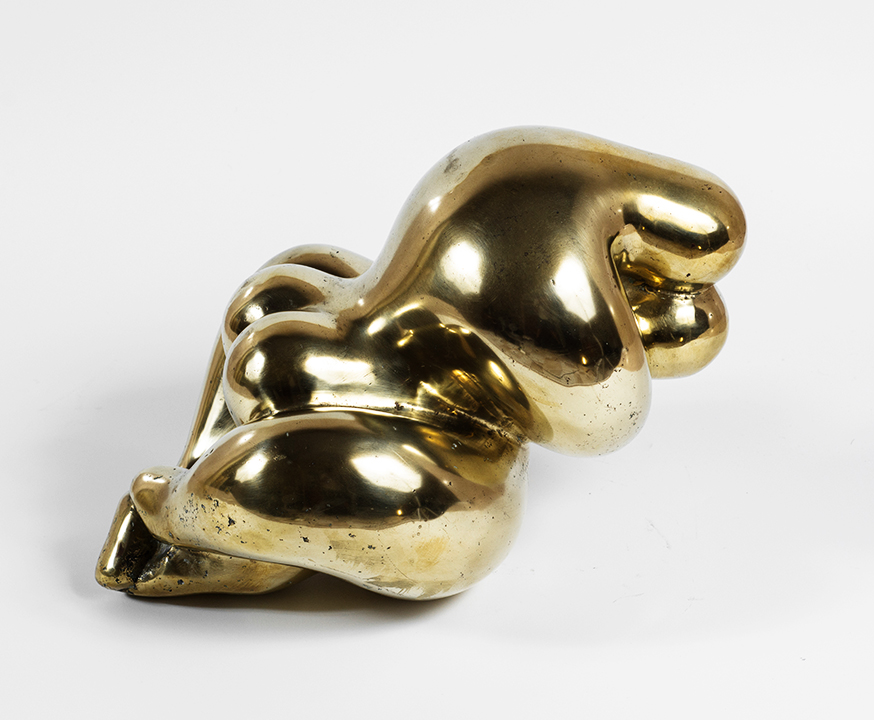
Escultura “Cópula”, bronze, 1949. Foto: acervo iAH / Henrique Santos

Muito se fala sobre quais influências foram marcantes na obra de Abelardo. Certamente em sua formação (com professores como Baltazar da Câmara, Casimiro Correia, Murillo LaGreca, e Emílio Franzozi) os ecos do modernismo europeu já alçavam voo de cruzeiro. Ou mesmo os primeiros ecos vindos da tradição do Recife em ser moderno antes dos modernos oficiais, a partir de Cícero Dias, Lula Cardoso Ayres ou Vicente do Rêgo Monteiro – fato pouco sabido, o Recife, nos anos 1930, foi a primeira cidade do Brasil a receber uma exposição com obras de Picasso, Léger, Miró e Braque – a chamada “Escola de Paris”.

“Sua arte, sensível aos valores plásticos e visuais do modernismo, não é episódica nem faz concessões”, segundo Mário Barata

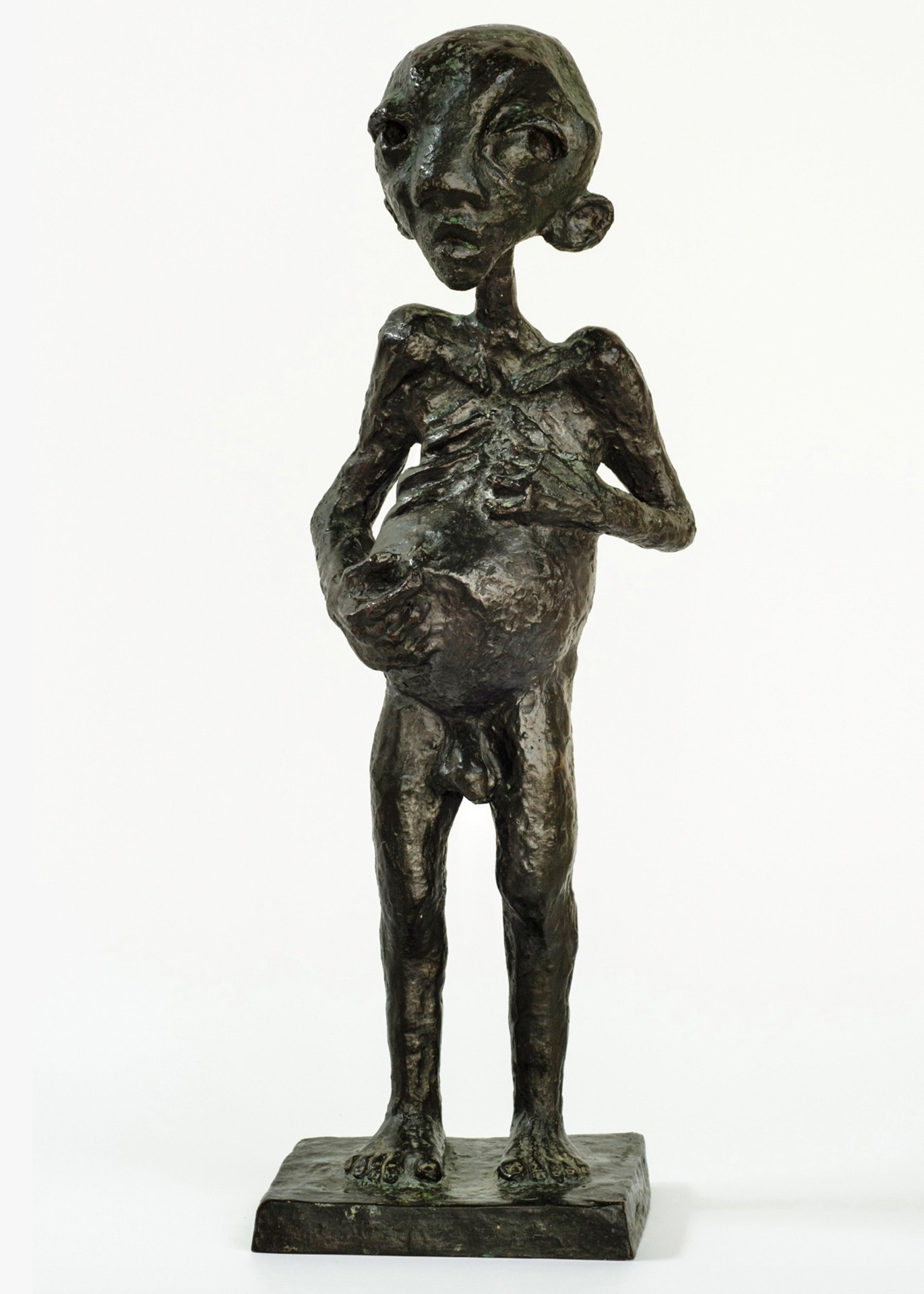
Escultura “Menino de Mocambo”, bronze, 1969. Esteve, entre outros locais, em exposição no Museu do Louvre (FRA - 2005). Foto: acervo iAH / Henrique Santos

A visão e a possibilidade de uma “arte brasileira” sempre estiveram presentes entre artistas e intelectuais do Recife desde a virada do século XX e no Brasil a partir dos anos 1920. Mas Abelardo, ao retratar o retirante, o favelado, o menino de mocambo, a mãe com os filhos desnutridos, parte de uma verdade e de um lugar de fala que lhe são de direito, mas sublima isso tudo a partir da arte de viés expressionista, com grande influência do cubismo, como fizeram outros grandes artistas brasileiros contemporâneos a ele.

Trazendo sua visão expressionista acerca dos temas sociais ligados a sua gente, e com um “desenho” de escultura próximo ao cubismo, na sua primeira fase (anos 1940) Abelardo apresentou para o país e para o mundo um espantoso domínio da técnica da escultura, da forma, das proporções, mas – e sobretudo – trouxe um aspecto novo no uso do concreto, transformando algo duro e robusto em algo plástico e flexível. Esculturas como “A Famíla” e “A Fome e o Brado”, apresentam esta marca inconfundível do artista.

"As soluções de Abelardo da Hora cingiam-se, como ainda hoje se cingem, a um expressionismo de contorções, de incisões, de amargo e profundo, aprofundado desenho, no cimento, no bronze ou no mármore, peculiarmente no primeiro desses materiais, que é preferido pelo artista pelo seu caráter tão duro e tão áspero, o que acrescenta sofrimento às figuras. Então, Abelardo da Hora, conseguiu, para os seus temas, uma expressividade só sua, fremente e dura a um tempo, agressiva e manifestante ao mais alto grau, o que lhe dá um lugar muito destacado na escultura brasileira, tão destituída de protestos ao vivo" (Geraldo Ferraz).

Esta mistura, Abelardo e o concreto, foi fundamental para o estabelecimento do panorama da Arte Moderna no Nordeste, com reflexos em outras regiões. Considerado o maior escultor expressionista do Brasil, este gênio da forma, mestre de gerações de outros artistas de grande importância do cenário nacional, fez sua arte cheia de amor e solidariedade, mostrando denúncia social e beleza, e passando, com igual maestria, por outras técnicas, como o desenho, a gravura, a pintura e a cerâmica, numa produção tão rica e complexa como é também a Arte brasileira.

"Seria impossível alguma tentativa de enxergar isoladamente duas facetas de Abelardo da Hora. O artista desenhando, esculpindo, ensinando, ou homem político lutando, discutindo pelo ideal de união de uma classe, de uma criação brasileira, nordestina. Impossível separar. As batalhas pela Sociedade de Arte Moderna do Recife e o Ateliê Coletivo são as mesmas que ainda hoje trava com o barro, espátulas e enormes fôrmas de gesso. E transmite tudo isso em sua obra. Esse espírito de luta, esse vigor expressionista que influenciou determinada fração de artistas pernambucanos são aspectos marcantes de Abelardo" (Alex Molt'Elberto).
Em seus desenhos e pinturas, temas diversos, que vão desde a fauna e a flora locais, os folguedos populares, a representação dos mistérios da cultura afro-brasileira, bem como a beleza feminina e a inocência da criança, estão presentes de forma perene. Já em suas obras de painéis e muralismo, vemos uma influência “filosófica” com o movimento mexicano dos anos 1920 e 1930, mas Abelardo vai usar traços mais simplificados e uma paleta de cores mais reduzida, continuando em sua veia mais próxima do cubismo. Abelardo foi um artista à frente do seu tempo e será eterno. Sua obra e seu legado continuarão a ecoar fortes, firmes, e com a eloquência de sempre; encantando as pessoas e fazendo-as pensar, papel definitivo da arte, e esforço permanente dos melhores artistas.

## Vida pessoal e morte
Casou-se em 1948 com Margarida Lucena da Hora, com quem teve sete filhos: Lenora (1949), Sandra (1950), Lêda (1952), Ana (1954), Sara (1955), Abelardo Filho (1959) e Iuri (1961). Abelardo morreu na manhã do dia 23 de setembro de 2014 no Recife, aos 90 anos de idade.